# TRY&ERA
TRY&ERA（トライアンドエラ）は、くうた、ともやゆ、2人で構成される男性アイドル・グループ。略称はトラエラ。TRY&ERAは「挑戦することを恐れず、新しい時代を切り開いていく」がコンセプト。2020年4月6日より本格的な活動の開始が報告された。
2023年5月16日、ファンクラブ「保護者会」内のライブ配信にて、メンバーのはやとが2023年6月4日のライブをもってグループ卒業および芸能活動引退が発表された。
2023年7月1日、3人体制での活動をスタートした。
2024年4月3日、現体制終了のお知らせがあり、メンバーのけんが2024年4月14日のライブをもってグループ卒業および契約終了と発表された。
2024年5月1日、2人体制での活動をスタートした。

## メンバー
- ともやゆ（石橋智也）

2000年2月28日（25歳）
担当 紫 リーダー　🥕
とにもかくにも顔が良い。表情管理が天才。天使の擬人化。
- くうた（旭空汰）

2001年11月4日（23歳）
担当 青　☁️
人を喜ばせることが本当に上手な天性のアイドル気質。

旧メンバー
- はやと（開保津颯大）

2001年4月13日（23歳）
担当 赤　🍖
歌、ダンス、お笑いセンス、そして顔面の良さ。何をとっても評価が高い。申し分の無いかっこよさ。
- けん（坂本健太）

2001年5月4日（23歳）
担当 黄色　🐥
歌もピアノも本当に上手い。